# Metodologisk individualism
Metodologisk individualism är en metodologisk ståndpunkt inom samhällsvetenskapen, introducerad av Max Weber i hans Economy and Society 1922, som står i motsats till holism och realism när den hävdar att alla förklaringar av samhälleliga makrofenomen bör kunna återföras till empiriska fakta om individers beslut, motiv, attityder, handlingar och så vidare. Förklaringar av fenomen som gruppbildningar, institutioner och sociala strukturer bör således enligt denna metodologiska riktning förkastas om de inte uppfyller det kravet. 
Även om metoden vanligtvis kontrasteras mot "metodologisk holism" är den metodologiska individualismens reella rivalmetoder bland andra funktionalism, memetik, psykoanalys och andra förklaringsmodeller som baseras på rent statistiska analyser.
Även om förespråkarna av metoden betraktar den som helt värdeneutral så har den under ett flertal tillfällen skarpt kritiserats under 1900-talet, främst på grund av att den har använts för att framställa den historiska materialismen som icke trovärdig. Den första debattvågen ägde rum under 1950-talet, som en reaktion på Friedrich von Hayek och Karl Poppers arbeten. Den andra vågen kom på 1980-talet i samband med den analytiska marxismen och i synnerhet Jon Elsters arbete. Den fick av kritikerna öknamnet "rational choice imperialism".